# Venatrix
Venatrix Roewer, 1960 è un genere di ragni appartenente alla famiglia Lycosidae.

## Distribuzione
Il genere Venatrix è diffuso in Australia (prevalentemente) e in Oceania: la specie più diffusa è la V. konei (Berland, 1924), rinvenuta nell'Australia continentale, sull'isola di Lord Howe, in Nuova Zelanda e in Nuova Caledonia.

## Tassonomia
Le caratteristiche di questo genere sono state determinate secondo analisi sugli esemplari tipo Venator fuscus Hogg, 1900.
Il genere Venatrix è stato rimosso dalla sinonimia con Venator Hogg, 1900 a seguito di un lavoro degli aracnologi Framenau & Vink del 2001, contra precedenti indicazioni di McKay esplicitate in un lavoro di Davies del 1985 .
Non sono stati esaminati esemplari di questo genere dal 2007.
Attualmente, a dicembre 2021, si compone di 27 specie:
1. Venatrix allopictiventris Framenau & Vink, 2001 - Australia (Queensland, Nuovo Galles del Sud)
2. Venatrix amnicola Framenau, 2006 - Australia (Queensland, Nuovo Galles del Sud, Victoria)
3. Venatrix archookoora Framenau & Vink, 2001 - Australia (Queensland)
4. Venatrix arenaris (Hogg, 1906) - Australia
5. Venatrix australiensis Framenau & Vink, 2001 - Australia (Queensland, Nuovo Galles del Sud)
6. Venatrix brisbanae (L. Koch, 1878) - Australia (Queensland, Nuovo Galles del Sud)
7. Venatrix esposica Framenau & Vink, 2001 - Australia (Territorio del Nord, dall'Australia meridionale alla Tasmania)
8. Venatrix fontis Framenau & Vink, 2001 - Australia (Australia meridionale, Nuovo Galles del Sud, Victoria)
9. Venatrix funesta (C. L. Koch, 1847) - Australia sudorientale, Tasmania
10. Venatrix furcillata (L. Koch, 1867) - Australia (Queensland, Nuovo Galles del Sud, Victoria, Tasmania)
11. Venatrix hickmani Framenau & Vink, 2001 - Australia (Queensland, Nuovo Galles del Sud)
12. Venatrix konei (Berland, 1924) - Australia (continentale, isola di Lord Howe), Nuova Zelanda, Nuova Caledonia
13. Venatrix koori Framenau & Vink, 2001 - Australia (Victoria)
14. Venatrix kosciuskoensis (McKay, 1974) - Australia (Victoria, Nuovo Galles del Sud)
15. Venatrix lapidosa (McKay, 1974) - Australia (Queensland, Nuovo Galles del Sud, Victoria)
16. Venatrix magkasalubonga (Barrion & Litsinger, 1995) - Filippine
17. Venatrix mckayi Framenau & Vink, 2001 - Australia sudorientale
18. Venatrix ornatula (L. Koch, 1877) - Australia (Queensland, Nuovo Galles del Sud)
19. Venatrix palau Framenau, 2006 - Micronesia, isole Palau, Australia (Queensland)
20. Venatrix penola Framenau & Vink, 2001 - Australia (Australia meridionale, Victoria)
21. Venatrix pictiventris (L. Koch, 1877) - Australia sudorientale, Tasmania
22. Venatrix pseudospeciosa Framenau & Vink, 2001 - Australia sudorientale, Tasmania
23. Venatrix pullastra (Simon, 1909) - Australia (Australia occidentale)
24. Venatrix roo Framenau & Vink, 2001 - Australia (Australia meridionale)
25. Venatrix speciosa (L. Koch, 1877) - Australia orientale
26. Venatrix summa (McKay, 1974) - Australia (Nuovo Galles del Sud)
27. Venatrix tinfos Framenau, 2006 - Australia (Australia occidentale)

### Suddivisioni
A seguito dello studio di Framenau & Vink del 2001 è in uso la seguente suddivisione in gruppi delle specie:
1. funesta-group comprende V. funesta - V. penola - V. australiensis - V. roo - V. mckayi - V. koori e V. archookoora.
2. pictiventris-group comprende V. pictiventris - V. hickmani e V. allopictiventris
3. speciosa-group comprende V. speciosa - V. esposica - V. pseudospeciosa e V. brisbanae
4. lapidosa-group comprende V. lapidosa - V. fontis e V. furcillata
5. arenaris-group comprende V. arenaris e V. pullastra

### Sinonimi
1. Venatrix celaenica (Rainbow, 1917); trasferita dal genere Lycosa e posta in sinonimia con V. arenaris Hogg, 1906, a seguito di un lavoro di McKay (1974a)[1].
2. Venatrix daniloi (Barrion & Litsinger, 1995); trasferita dal genere Pardosa e posta in sinonimia con V. magkasalubonga Barrion & Litsinger, 1995, a seguito di un lavoro di Framenau (2006d)[1].
3. Venatrix forsteri Framenau & Vink, 2001; posta in sinonimia con V. ornatula L. Koch, 1877, a seguito di un lavoro di Framenau (2006d)[1].
4. Venatrix fusca Hogg, 1900; trasferita dal genere Venator e posta in sinonimia con V. funesta C.L. Koch, 1847, a seguito di un lavoro di Framenau & Vink del 2001[1].
5. Venatrix goyderi Hickman, 1944; posta in sinonimia con V. konei Berland, 1924, a seguito di un lavoro di Framenau (2006d)[1].
6. Venatrix hawakana Barrion & Litsinger, 1995; trasferita dal genere Pardosa e posta in sinonimia con V. magkasalubonga Barrion & Litsinger, 1995, a seguito di un lavoro di Framenau (2006d)[1].
7. Venatrix howensis McKay, 1979; trasferita dal genere Lycosa e posta in sinonimia con V. konei Berland, 1924, a seguito di un lavoro di Framenau & Vink del 2001[1].
8. Venatrix marcentior Simon, 1909; trasferita dal genere Lycosa e posta in sinonimia con V. pullastra Simon, 1909, a seguito di un lavoro di Framenau (2006d)[1].
9. Venatrix mayama McKay, 1976; posta in sinonimia con V. speciosa L. Koch, 1877, a seguito di un lavoro di Framenau & Vink del 2001[1].
10. Venatrix percauta Simon, 1909; trasferita dal genere Allocosa e posta in sinonimia con V. pullastra Simon, 1909, a seguito di un lavoro di Framenau (2006d)[1].
11. Venatrix propitia Simon, 1909; trasferita dal genere Allocosa e posta in sinonimia con V. pullastra Simon, 1909, a seguito di un lavoro di Framenau (2006d)[1].
12. Venatrix sacayi Barrion & Litsinger, 1995; trasferita dal genere Pardosa e posta in sinonimia con V. magkasalubonga Barrion & Litsinger, 1995, a seguito di un lavoro di Framenau (2006d)[1].
13. Venatrix segregis (Simon, 1909); trasferita dal genere Hogna e posta in sinonimia con V. pullastra Simon, 1909, a seguito di un lavoro di McKay (1974a)[1].

### Specie trasferite
- Venatrix hoggi framenau & Vink, 2001; trasferita al genere Tuberculosa Framenau & Yoo, 2006 con la denominazione Tuberculosa hoggi[1].